# Охабень

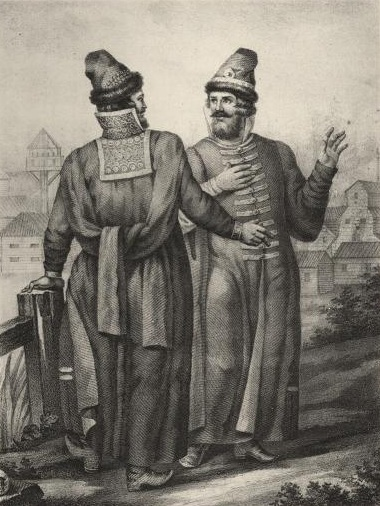
Охабень и шапка

О́хабень (о́хобень, о́хобен, от охабить, то есть охватить) — старинная русская верхняя мужская и женская одежда из сукна домашней выработки или камлота; аналог зипуна и жупана на западе Руси, в Речи Посполитой.
Охабень был широко распространён среди знати в XV и XVI веках, верхняя широкая одежда с отложным воротником, у русских князей и воевод, также цариц и бояр, в качестве убора. В конце 1670-х годов охабень вышел из употребления в среде знати и стал одеждой простолюдинов.
В XVI—XVII веках крой охабня был подобен однорядке, но шилась обычно с большим воротником, спускавшимся на спину до лопаток. Неширокая распашная длинная одежда (до щиколотки). Спереди охабень застегивался встык на петлицы. По бокам длинные разрезы от подола до рукавов. Руки продевали в разрезы, а рукава завязывали на спине. Рукава длинные, прямые. Воротник четырёхугольный отложной. Воротник мог достигать середины спины.
Охабень шили из дорогих тканей — объяри (шёлк с золотом и серебром), атласа, бархата или парчи. На груди могла быть нашивка (вышивка).
Слово Охабень имело и другое значение, на Руси, и определяло отделённые от города стеною, в старинных русских городах, часть или предместье этих городов.